# Kinnuset
Kinnuset är en grupp småsjöar i kommunerna Hyrynsalmi och Kuhmo i Kajanaland i Finland:
- Syvä-Kinnunen, 64°30′34″N 28°50′16″Ö / 64.5094°N 28.8379°Ö (26 ha)
- Matala-Kinnunen, 64°30′05″N 28°51′24″Ö / 64.5013°N 28.8568°Ö (25,2 ha)
- Sauna-Kinnunen, 64°29′30″N 28°52′18″Ö / 64.4916°N 28.8717°Ö (19,7 ha)